# Draba zangbeiensis
Draba zangbeiensis är en korsblommig växtart som beskrevs av L.L. Lou. Draba zangbeiensis ingår i släktet drabor, och familjen korsblommiga växter. Inga underarter finns listade i Catalogue of Life.